# Liste der Biografien/Bel
Liste der Biografien |
Portal Biografien |
Personensuche
# |
A |
B |
C |
D |
E |
F |
G |
H |
I |
J |
K |
L |
M |
N |
O |
P |
Q |
R |
S |
T |
U |
V |
W |
X |
Y |
Z |
?
 
Ba |
Be |
Bd |
Bg |
Bh |
Bi |
Bj |
Bl |
Bm |
Bn |
Bo |
Br |
Bs |
Bu |
Bw |
By |
Bz
 
Bea–Beb |
Bec |
Bed |
Bee |
Bef |
Beg |
Beh |
Bei |
Bej |
Bek |
Bel |
Bem |
Ben |
Beo |
Bep |
Beq |
Ber |
Bes |
Bet |
Beu |
Bev |
Bew |
Bex |
Bey |
Bez
 
Bela |
Belb |
Belc |
Beld |
Bele |
Belf |
Belg |
Belh |
Beli |
Belj |
Belk |
Bell |
Belm |
Beln |
Belo |
Belp |
Belq |
Belr |
Bels |
Belt |
Belu |
Belv |
Belw |
Bely |
Belz
Die Liste der Biografien führt alle Personen auf, die in der deutschsprachigen Wikipedia einen Artikel haben. Dieses ist eine Teilliste mit 14 Einträgen von Personen, deren Namen mit den Buchstaben „Bel“ beginnt.

## Bel
- Bel Geddes, Barbara (1922–2005), US-amerikanische SchauspielerinBarbara Bel Geddes (1922–2005)

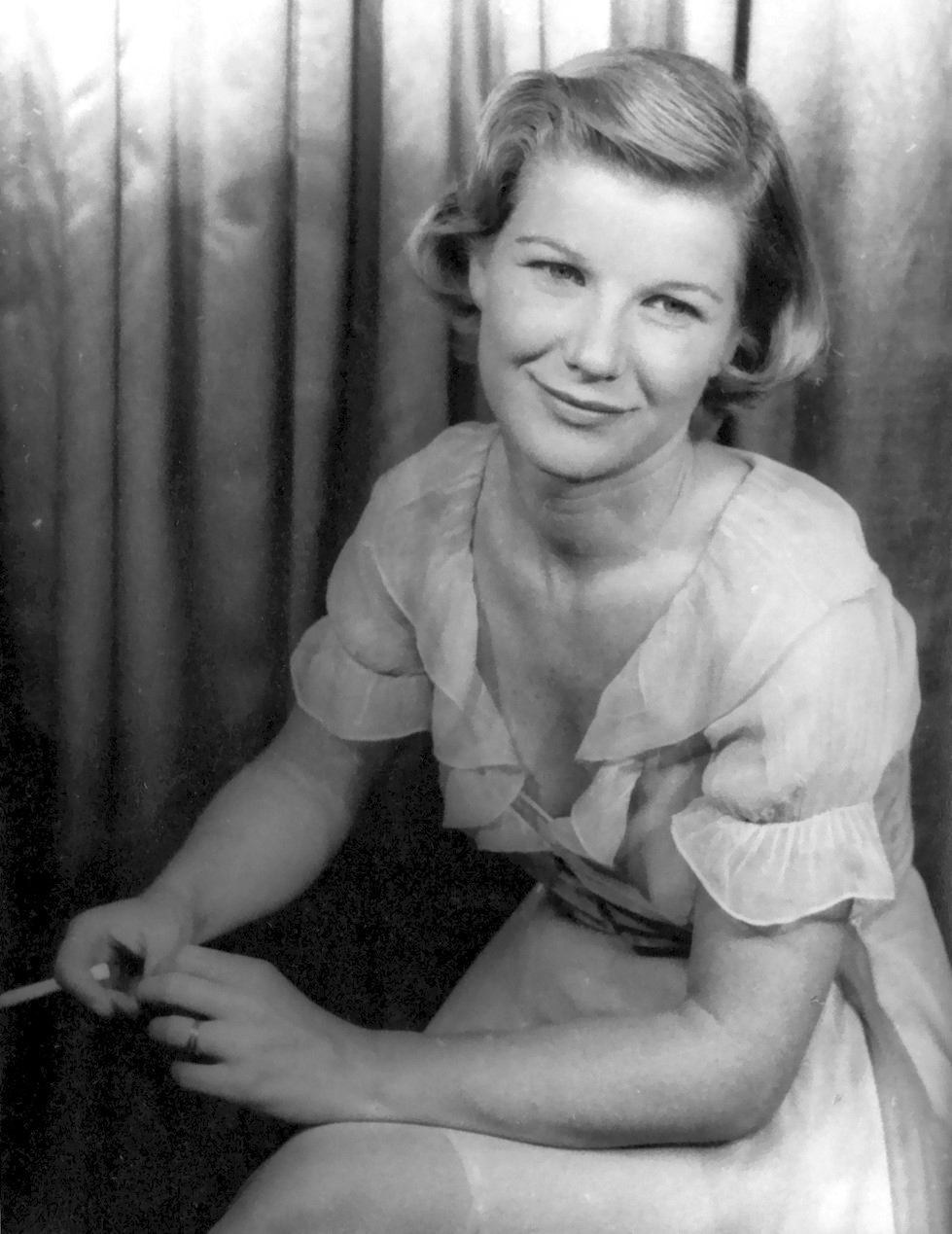
Barbara Bel Geddes (1922–2005)

- Bel Geddes, Norman (1893–1958), US-amerikanischer Produktdesigner
- Bel Hassani, Iliass (* 1992), niederländisch-marokkanischer Fußballspieler
- Bel, Carl Andreas (1717–1782), deutscher Autor und Historiker
- Bel, Frédérique (* 1975), französische Schauspielerin
- Bel, Jean-Pierre (* 1951), französischer Senator
- Bel, Jérôme (* 1964), französischer Choreograf und Tänzer
- Bel, Matthias (1684–1749), ungarischer Theologe, Autor, Chronist
- Bēl-Ḫarrān-bēlu-uṣur, Limmu-Beamter, hochgestellter Beamter von Assyrien
- Bel-ibni († 700 v. Chr.), babylonischer König
- Bel-šarru-uṣur, babylonischer Kronprinz; Sohn des Nabonid
- Bēl-šimānni († 484 v. Chr.), Usurpator und Rebell in Babylonien (484 v. Chr.)
- Bēl-tarsi-iluma, assyrischer Gouverneur von Kalḫu und limmu-Beamter
- Bēl-ušezib, babylonischer Gelehrter